# Гардер, Давид Давидович
Давид Давидович Гардер (1769, Санкт-Петербург — 1833, там же) — российский медик, действительный статский советник, доктор медицины, лейб-медик императора Александра I.

## Биография
Медицинское образование получил в Санкт-Петербурге. Поступив хирургом на Балтийский флот, был отправлен с ним в Англию, где проучился ещё год. По возвращении подал в отставку и поселился в Ревеле, где занялся врачебною практикой. В 1803 г. защитил диссертацию «Diss. observata quaedam de variolis vaccinis continens. Dorpati, 1803», и получил в Дерптском университете степень доктора медицины и около 1817 г. возвратился в С.‑Петербург.
Состоял почётным членом медицинского совета, лейб-медиком, членом комитета С.‑Петербургской глазной лечебницы и почётным членом Медико-хирургической академии.
Умер в С.‑Петербурге 24 июля 1833 г. Кроме диссертации, им написан ряд статьей
- Heilung eines Croups im letzten Stadium der Adynamie durch kalte Uebergiessung (Vermischte Abhandlungen aus dem Gebiete der Heilkunde von einer Gesellschaft practischer Aerzte zu St. Pet. 1821. 1‑te Samml. S. 23—43);
- Heilung des Croups im ersten entzündlichen Stadium durch kalte Uebergiessung (Id. S. 13—53);
- Beschreibung einer abnormen Membran aus dem Larynx eines am Croup verstorbenen Kindes (Id. S. 58—61); 4) Die vortrefflichen Wirkungen des Uebergiessens mit kaltem Wasser in gefahrvollen Scharlachkrankheiten (Id. S. 101—143);
- Heilung der schon ausgebrochenen Hydrophobie (Id. S. 170, 188);
- Geschichte eines heftigen und anhaltenden Klopfens in der obern Körperhälfte (Id. S. 204—216); 7) Abermals ein Fall von Group durch kaltes Begiessen geheilt (Id. 2‑te Samml. 1823. S. 36, 40);
- Apoplectische Lethargie nebst epileptischen Convulsionen bei einer Erstgebärenden (Id. S. 58—67);
- Durch kalte Uebergiessungen geheilte Bronchitis (Id. S. 83—88);
- Modificirte Kuhpocken, theils durh Vaccination bei Personen, die schon natürliche Menschenpocken überstanden, theils durch Revaccination bey solchen, die echten Kuhblattern bereits gehabt hatten (Id. S. 102—113);
- Die Vaccination als Gelegenheitsursache einer sehr bösartigen wandernden Rose (Id. S. 113—126);
- Beobachtungen der auf die Vaccine folgenden wandernden Rose (Id. S. 130—142);
- Morus, maculosus haemorrhagicus incompletus begleitet von einigen ungewöhnlichen Erscheinungen (3‑te Samml. 1825. S. 145—146)
- Durch gewaltsames Wegnehmen der Nachgeburt veranlasste Eiterbildung in der Beckenhöhle (Id. 5‑te Samml. 1835)
- Geschichte einer graviditas extrauterina (Id. 5‑te Samml. 1835).